# 若一王子
若一王子（にゃくいちおうじ）は、神仏習合の神である。若王子（にゃくおうじ）ともいう。
熊野三山に祀られる熊野十二所権現は三所権現・五所王子・四所明神に分けられ、若一王子は五所王子の第一位である。若一王子の本地仏は十一面観音で、天照大神あるいは瓊々杵尊と同一視された。熊野本宮大社・熊野速玉大社では第4殿、熊野那智大社では第5殿に祀られる（いずれも、現在は「若宮」と称し、天照大神のこととしている）。
熊野信仰が日本各地に広まるにつれ、熊野権現が各地に勧請されたが、若一王子のみを勧請する場合も多かった。明治の神仏分離に伴い、「若一王子」を天照大神や瓊々杵尊に変えた所も多いが、従前のまま「若一王子」として祀っている神社もある。
- 東京都北区の王子神社。
- 愛知県安城市の若一王子社。
- 長野県大町市の若一王子神社。那智大社第5殿に祀られる「若一王子」を勧請。
- 静岡県藤枝市若王子および藤枝五丁目の若一王子神社の社叢。
- 京都市左京区若王子町の熊野若王子神社。後白河上皇が熊野権現を勧請。別称が「若王子神社」「若王子さん」[1][2]。
- 京都市下京区七条御所ノ内本町の若一神社。平清盛の別邸西八条殿が所在した場所[3][4]。
- 和歌山県田辺市の神社。現存せず、「若一王子権現」碑が跡地にある。
- 和歌山県西牟婁郡すさみ町の周参見王子神社の古称が「若一王子権現社」。
- 兵庫県西宮市熊野町の熊野神社は旧称が「若王子神社」。
- 兵庫県加古川市平荘町の平之荘神社の古称が「平の荘若一王子権現」。
- 若一王子神社 (高松市) - 香川県高松市
- 若一王子神社 (曽於市) - 鹿児島県曽於市